# 饡巴高鐵介
饡巴高鐵介（学名：Ferricythere tsanbana）为荊花介科高鐵介屬下的一个种。